# 德钦梭
德欽梭（1906年—1989年5月6日），緬甸共產黨創始人之一。1946年2月，以他为首的部分緬共中央委員退出緬甸共產黨，另組紅旗共產黨。德欽梭於1970年被緬甸政府軍逮捕，但在1974年被奈溫軍政府特赦。在“8888民主運動”後，德欽梭成為緬甸統一和平黨領袖。